# （タイトルのないアルバム）
『（タイトルのないアルバム）』(Untitled) は、1970年にリリースされたバーズの9作目のスタジオ・アルバム。

## 解説
1969年9月、解雇されたジョン・ヨークに代わり、スキップ・バッティンがベーシストとして加入。バッティンは1934年生まれの当時35歳で、メンバーの中で最年長で活動歴も長く、バーズ加入以前からボーカリスト、ソングライター、フリーランスのスタジオ・ミュージシャンとして活動していた。1956年頃から、後にベイカーズ・フィールド・インターナショナル・レーベルを主宰するゲイリー・パクストンとデュオ“スキップ & フリップ”の名前で録音し、1959年と1960年には「イット・ワズ・アイ」や「チェリー・パイ」などいくつかのヒットを出した。デュオ解散後、バッティンはロサンゼルスへ移り、そこでフリーのセッション・ミュージシャンとして活動し1967年、ハリウッドをベースにしたサイケデリック・ブルース・バンド“エヴァーグリーン・ブルーシューズ”を結成。1969年にリリースされた唯一のアルバム『The Ballad of Evergreen Blueshoes』ではバッティンがリード・ボーカルを担当し、すでに強力な個性が十分に示されていた。グループ解散後、バッティンは再びセッション・ミュージシャンに戻り、その期間にジーン・パーソンズと会った。さらに、バッティンはクラレンス・ホワイトのことも2、3年前からすでに知っていた。バッティンはバーズに加入した時、経験豊かなパートナーも連れてきた。それが、ロサンゼルスのプロデューサーで、流行の最先端を行く人物、自己主張の激しいキム・フォウリーだった。不運なことに、バッティンとフォウリーが得意とした1950年代風のロック/コミック・ソングは、バーズに合わなかった。このことは、1971年のアルバム『バードマニア』で明らかな問題として表面化することになる。
バッティンの参加により、ロジャー・マッギン、ホワイト、パーソンズにバッティンという1967年以来望まれていたパーマネントなメンバーが揃い、パーソンズが1972年7月に金銭的なトラブルでマッギンによって解雇されるまでの3年弱、バーズとしては最も安定したラインアップとして長く活動することになった。この時期のバーズにおいて特筆すべき点はライブ・パフォーマンスの充実ぶりで、ホワイトのストリング・ベンダーを多用したダイナミックにシンコペイトするギター・プレイを中心に、バッティンのうねりのある独特のベース・ランニング、パーソンズの力強いドラミングにマッギンの12弦ギターが加わることによって、今までのバーズとは一線を画した音楽的な幅と大きなエネルギーを持つに至り、年間約200ものライブをこなしてバンドの健在ぶりをアピールした。もう一つの点はマッギンによるバンドの“民主化政策”で、それはマッギンがメンバーそれぞれの創造力と演奏力を重視していたことの表れとして、当時のレコード制作とステージ構成に如実に反映されていた。
前作『イージー・ライダー』以来、約1年間の準備期間があったからか、入念に仕上げられている本作は、その新メンバーによる第1弾で、かつバーズにとって初の2枚組アルバムとなった。本作の中には、アート・ロック、ジャズ、サイケデリック・ロック、フォーク、カントリー、ブルーグラス、東洋思想など、あらゆる要素が盛り込まれていることから考えても、1970年代を代表する1枚に数えることができる。前作のヒットという話題はあったものの、依然として過去のバンドだと見られがちだったため、マッギンはまずライブ活動を活発化し、かつてのフォーク・ロック時代のファンではなく、新しいバーズのファンを獲得しようと試みていた。新メンバーによるライブ活動はマッギンにとってことのほか楽しいもので、かねてから望んでいたライブ盤制作の意欲を起こさせるのに十分なものだった。一方でプロデューサーのテリー・メルチャーは、ライブ・アルバムは過去のヒット曲を長生きさせる方法だと考えていた。その結果、1枚はライブ、1枚はスタジオ録音の2枚組となったこのアルバムのタイトルには“フェニックス”“ザ・ファースト・バーズ・アルバム”などが候補に挙げられたが、そのことからもバンドの大きな意気込みが感じられる。
その一方でマッギンは1969年のほとんどを、演出家兼作詞家であるジャック・レヴィと組んで、ブロードウェイ・ミュージカルの曲を書いていた。ノルウェーの劇作家ヘンリック・イプセンの19世紀の戯曲『ペール・ギュント』を原作にし、レヴィが書いたカントリー・ロック・ウェスタン劇『ジーン・トリップ』に、マッギンも取り組んでいたのだった。二人は3週間でミュージカル用に26曲を完成させ、さらにその後も二人は70年代中期まで共作を続けることになった。しかし、レヴィの舞台に対するとても高い基準を満たすための舞台作りに十分な資金を集められなかったこと、かつてレヴィがエロティックなステージで有名になった『オー・カルカッタ!』の演出を手掛けたことで古くからのブロードウェイの人々からの反対にあったことから結局、『ジーン・トリップ』は上演されなかった。そこでマッギンは、これらの曲を捨ててしまうのはもったいないと考え、本作に何曲かを収録することにした。
1枚目のライブ盤は、1970年2月と3月、ニューヨークのクイーンズ・カレッジとフェルト・フォーラムで録音され、ジム・ディクソンの手により構成されている。「ラヴァー・オブ・ザ・バイユー」は「栗毛の雌馬」「オール・ザ・シングス」「ジャスト・ア・シーズン」同様、ミュージカル『ジーン・トリップ』用に書かれたもの。バーズはスタジオ入りした初日の5月26日に、この曲のスタジオ・テイクを録音したが、メルチャーは本作にライブ・ヴァージョンを収録した。「寂しき4番街」はボブ・ディランの曲。バーズがディランの曲を録音したのは、これが最後となった。アナログ盤の片面をすべて費やした「霧の8マイル」は、当時の流行だった長時間ジャムを取り入れたもの。バーズが長いジャム・セッションを演奏するのは新しい試みで、メンバーのソロ・セットが挿入されており、メンバーもそれを楽しんだ。
マッギンのおおらかで民主的な性格を反映したリーダー・シップが発揮された2枚目のスタジオ・サイドには、佳曲が多く収められている。ディランとのジョイント・アルバムの話もあったというが、結果的にはこの形となった。2枚目に収録された9曲のうち、バッティンが書いた曲が4曲あり、そのうちの2曲は彼が信仰していた仏教と関係する作品。「トラック・ストップ・ガール」はローウェル・ジョージとビル・ペインの共作で、ホワイトが持ち込んだもの。この曲でホワイトは、自身の持ち味である悲哀感を表現した。ジョージが自身のバンド“リトル・フィート”を結成してこの曲を歌ったのは、1年後のことだった。「オール・ザ・シングス」ではかつてメンバーだったグラム・パーソンズがコーラスで参加している。「昨日の汽車」は、ジーン・パーソンズとバッティンの共作だが、パーソンズの音楽性が集約された曲。「飢えた惑星」はバッティンとキム・フォウリーのコンビがバーズのために書いた初めての作品で、この曲のエコロジー的テーマを気に入ったマッギンが、自分の考えを重ね合わせてメロディーを書き換えて完成させた。マッギンが夢中になっていたモーグ・シンセサイザーが効果音的に使われている。「テイク・ア・ウィフ・オン・ミー」はもとは前作『イージー・ライダー』に収録を考えていた曲で、マッギンとホワイトが尊敬するレッドベリーに捧げたもの。マネージャーのディクソンに説得され、マッギンは自分がリード・ボーカルをとったヴァージョンをあきらめ、ホワイトがリード・ボーカルをとるヴァージョンを採用した。ホワイトは後のザ・ホワイト・ブラザーズ時代でも演奏していた。アルバムの最後に収録されているベトナム帰還兵と遺体で戻ってきた兵士に捧げるお経が唱えられる「ウェルカム・バック・ホーム」は、バッティンによる7分40秒を越えるプロテスト・ソング。

## 収録曲

### SIDE ONE (CONCERT)
1. ラヴァー・オブ・ザ・バイユー – Lover of the Bayou
(Roger McGuinn, Jacques Levy. Time: 3:39)
2. 寂しき4番街 – Positively 4th Street
(Bob Dylan. Time: 3:03)
3. ナッシュヴィル・ウエスト – Nashville West
(Gene Parsons, Clarence White. Time: 2:07)
4. ロックン・ロール・スター – So You Want to Be a Rock 'n' Roll Star
(Roger McGuinn, Chris Hillman. Time: 2:38)
5. ミスター・タンブリン・マン – Mr. Tambourine Man
(Bob Dylan. Time: 2:14)
6. ミスター・スペースマン – Mr. Spaceman
(Roger McGuinn. Time: 3:07)

### SIDE TWO (CONCERT)
1. 霧の8マイル – Eight Miles High
(Gene Clark, Roger McGuinn, David Crosby. Time: 16:03)

### SIDE THREE
1. 栗毛の雌馬 – Chestnut Mare
(Roger McGuinn, Jacques Levy. Time: 5:08)
2. トラック・ストップ・ガール – Truck Stop Girl
(Lowell George, Bill Payne. Time: 3:20)
3. オール・ザ・シングス – All the Things
(Roger McGuinn, Jacques Levy. Time: 3:03)
4. 昨日の汽車 – Yesterday's Train
(Gene Parsons, Skip Battin. Time: 3:31)
5. 飢えた惑星 – Hungry Planet
(Skip Battin, Kim Fowley, Roger McGuinn. Time: 4:50)

### SIDE FOUR
1. ジャスト・ア・シーズン – Just a Season
(Roger McGuinn, Jacques Levy. Time: 3:50)
2. テイク・ア・ウィフ・オン・ミー – Take a Whiff on Me
(Huddie Ledbetter, John Lomax, Alan Lomax. Time: 3:24)
3. ユー・オール・ルック・アライク – You All Look Alike
(Skip Battin, Kim Fowley. Time: 3:03)
4. ウェルカム・バック・ホーム – Well Come Back Home
(Skip Battin. Time: 7:40)

## クレジット
| An Equinox Production by Terry Melcher    |
| Produced by Terry Melcher and Jim Dickson |
| Engineering: Chris Hinshaw                |

## パーソネル
| The Byrds - Roger McGuinn – guitar, Moog synthesizer, vocals - Clarence White – guitar, mandolin, vocals - Skip Battin – electric bass, vocals - Gene Parsons – drums, guitar, harmonica, vocals | Additional personnel - Gram Parsons – backing vocal on "All the Things" - Terry Melcher – piano on "All the Things" and "Truck Stop Girl" - Byron Berline – fiddle on "You All Look Alike" - Sneaky Pete Kleinow – pedal steel guitar on "Yesterday's Train" |